# Питомник (зупинний пункт)
Пито́мник — пасажирський залізничний зупинний пункт Лиманської дирекції Донецької залізниці.
Розташований поблизу присадибних ділянок та с. Передільське, Щастинський район, Луганської області на лінії Кіндрашівська-Нова — Граківка між станціями Городній (7 км) та Красноозерівка (14 км).
Через військову агресію Росії на сході України транспортне сполучення припинене. 30 травня 2016 року рух поїздів відновлено, лінією Валуйки — Кіндрашівська почував курсувати приміський поїзд Кіндрашівська-Нова — Лантратівка.